# Bulbophyllum microdendron
Bulbophyllum microdendron är en orkidéart som beskrevs av Rudolf Schlechter. Bulbophyllum microdendron ingår i släktet Bulbophyllum och familjen orkidéer. Inga underarter finns listade i Catalogue of Life.